# Orfizm (religia)
Orfizm (Orficyzm) – nurt religijny w starożytnej Grecji powstały w VII wieku p.n.e. Jest on związany z kultem Dionizosa, cechuje się wiarą w wędrówkę dusz i ich wyższości nad ciałem.
Najszerszy rozwój orfizmu datuje się na VI w. p.n.e.

## W religioznawstwie
Według orfickiej wersji mitu, Dionizos miał być synem Zeusa i Persefony. Dziecko narodzone z tego związku nosiło imię Zagreus i miało, przejmując władzę od Zeusa, zapewnić światu wieczną szczęśliwość. Siedmiu tytanów, wrogów Zeusa, ugotowało i zjadło małego Zagreusa. Za karę Zeus spalił ich piorunem. Z popiołu powstali ludzie.  Mają więc w sobie zarówno cząstkę zła (tytani) i boskości (szczątki Dionizosa). Dzięki specjalnym oczyszczeniom można rozwinąć w sobie cząstkę boską. Atena ocaliła serce Zagreusa, z którego narodził się Dionizos. Orficy mieli też wyznawać i rozwijać naukę o wędrówce dusz. Zgodnie z ich wierzeniami dusza istnieje niezależnie od ciała i pozostaje nawet po jego śmierci, wcielając się w inne ciała. Ciało jest dla duszy więzieniem. Wcielenie jest karą za grzechy. Dusza zostaje wyzwolona z ciała po przejściu cyklu oczyszczeń, oddając swą boską część Dionizosowi. Gdy stanie się tak z wszystkimi ludźmi, we wszechświecie zapanuje wieczna radość i harmonia.
Cierpienie życia w ciele można łagodzić przez praktyki religijne (misteria) i ascezę. W związku z wiarą w metempsychozę orficy powstrzymywali się od zabijania zwierząt i spożywania mięsa.
Ruch miał się wywodzić od na wpół mitycznego poety Orfeusza (znanego z mitu o Eurydyce), któremu przypisywano wprowadzenie w Grecji misteryjnych form kultu dionizyjskiego. Wyznawcy orfizmu energię czerpali z pieśni i hymnów śpiewanych przez Orfeusza na jego tajemniczej lirze. Pieśni te miały często charakter miłosny, gdyż natchnieniem Orfeusza była jego ukochana Eurydyka. Ludzie często odnajdowali w jego utworach przesłanie, które pomagało im w dalszym życiu. Reformatorem orfizmu był Pitagoras. Kult Bachusa wywodził się z Tracji, jednak w formę orfizmu przerodził się nieco później na terenie Attyki. Niejaki Onomakritos z Aten miał zebrać pieśni Orfeusza.
Anna Świderkówna zaprzecza istnieniu orfizmu, uznając go za zbiór różnych praktyk misteryjnych związanych z postacią Orfeusza, które tradycja skompilowała w jeden system religijny.